# ジョヴァンニ・ジローラモ・カプスペルガー
ジョヴァンニ・ジローラモ・カプスペルガー（Giovanni Girolamo Kapsperger 、ドイツ名ヨハネス・ヒエロニムス・カプスベルガー Johannes Hieronymus Kapsberger, 1580年 - 1651年）はイタリア初期バロック音楽の作曲家。リュートやテオルボ、キタローネのヴィルトゥオーソとして名を遺した。ドイツ貴族の父親を持つため、ドイツ語の姓を持つが、ヴェネツィアに生まれたためにイタリア語の名で知られている。華麗な演奏ゆえに上流階級の尊敬を集め、1610年からローマで活動すると、とりわけ教皇庁の宮廷で人気を集めた。
生前に出版された作品は、さまざまな形式によるリュートやキタローネのための小品を含んでいる。いくつかの声楽曲も作曲したが、こちらはさほど評価が芳しくなかった。カプスペルガーの作品は、風変わりなリズムの趣向や、旋律の推進力、全般的な創意の豊かさゆえに名高く、これらの特徴はとりわけ舞曲において如実であろう。アレッサンドロ・ピッチニーニとともに、カプスペルガーは当時の最も進歩的なリュート音楽の作曲家であり、なおかつ楽器の発展に大きく貢献した音楽家であった。